# (84922) 2003 VS2
(84922) 2003 VS2 est un objet transneptunien découvert par le programme Near Earth Asteroid Tracking. Tout comme Pluton, il est en résonance orbitale de moyen mouvement 2:3 avec Neptune, ce qui fait de lui un plutino. Le professeur Michael E. Brown considère qu'il pourrait probablement être une planète naine. Toutefois Brown croit que 2003 VS2 est beaucoup plus gros qu'on le suppose. Et l'analyse des courbes de lumière remet en question le fait qu'il soit véritablement en équilibre hydrostatique.

## Orbite
L'orbite de 2003 VS2 possède un demi-grand axe de 39,641 ua et une période orbitale d'environ 250 ans. Son périhélie l'amène à 36,427 ua du Soleil et son aphélie l'en éloigne jusqu'à 42,854 ua. Tout comme Pluton, c'est un objet en résonance 2:3 avec Neptune, toutefois son orbite est beaucoup moins excentrique que celle de Pluton. Son inclinaison orbitale est également légèrement inférieure. L'amplitude de la courbe de lumière de 2003 VS2 est importante, de l'ordre de 0,21 ± 0,01. On peut déduire de ces valeurs une période de rotation de 7,41 ± 0,02 heures.

## Caractéristiques
(84922) 2003 VS2 à une surface légèrement rougeâtre avec des index de couleur : B-V=0.93, V-R=0.59. Son albédo géométrique est d'environ 15 %. Des observations du télescope spatial Spitzer ont permis d'estimer son diamètre à environ 725 km± 200 km. Toutefois en 2012, à la suite d'observations à partir du télescope spatial Herschel, cette estimation a été réduite à approximativement 520 km, ce dernier résultat semblant plus fiable. Si on lui attribue une densité similaire à celle de Pluton - soit 2 g/cm3-, on obtient une masse approximative de 1,5 × 1020 kg.